# Li Yang
Li Yang (født 19. februar 1982 i Xuzhou i provinsen Jiangsu i Folkerepublikken Kina) er en kinesisk amatørbokser, som konkurrerer i vægtklassen fjervægt. Yang har ingen større olympiske resultater, og fik sin olympiske debut da han repræsenterede Kina under Sommer-OL 2008, hvor han blev slået ud i første runde.